# Královický mlýn
Královický mlýn je zaniklý vodní mlýn v Praze, který stál na potoce Rokytka u rybníka v severozápadní části obce. Mlýn je v rozvalinách a zarůstá vegetací.

## Historie
Vodní mlýn byl postaven před rokem 1580 a jeho existenci potvrzuje i zápis z roku 1747. Koncem 19. století prošel přestavbou, jeho stodola pochází z druhé poloviny 19. století.
K radikální rekonstrukci mlýna došlo roku 1989, poté začal chátrat.

## Popis
Mlýn stál na samotě na okraji obce pod rybníkem. Tvořily jej dvě budovy, ze kterých zbyly pouze obvodové zdi. Mlýnice s obytnou budovou stála blíže k hrázi rybníka, byla přízemní, jednotraktová. Obytné místnosti se nacházely v jižní části objektu a mlýnice v severní. Zdivo stavby je lomové, pouze úsek podél lednice je z žulových kvádrů. Obytná světnice měla tři pole spřaženého stropu se zrcadlovými klenbami. Pod mlýnskou částí je spodní podlaží s dochovanou původní hranicí o dvou bočních rámech z mohutných trámů. Sloupky stojí na kamenných patkách, jejich podval je osazen hlavicemi.
K roku 1840 vedla k mlýnu voda náhonem z jihu z centra obce a za mlýnem se vracela zpět do potoka. Později vedla náhonem vytékajícím z rybníka na západním okraji hráze. V roce 1930 měl mlýn jedno kolo na vrchní vodu (spád 6 metrů, výkon 8,1 HP).